# Piotr Kantor
Piotr Kantor (ur. 3 maja 1992 w Sosnowcu) – polski siatkarz plażowy pochodzący z Sosnowca, multimedalista cyklu World Tour grający w parze z Bartoszem Łosiakiem. W 2016 roku otrzymał nagrodę FIVB - Most Improved Player oraz uczestniczył w Igrzyskach Olimpijskich w Rio de Janeiro.

## Medale
2009:
- medal - Mistrzostwa Europy do lat 18 - Portugalia

2010:
- medal - Mistrzostwa Świata do lat 19 - Portugalia
- medal - Mistrzostwa Europy do lat 20 - Włochy

2011:
- medal - Mistrzostwa Europy do lat 20 - Izrael
- medal - Mistrzostwa Świata do lat 21 - Kanada
- medal - Mistrzostwa Polski Seniorów

2012:
- medal - Mistrzostwa Świata do lat 21 - Kanada
- medal - Mistrzostwa Europy do lat 23 - Holandia
- medal - turniej cyklu CEV Satellite - Chorwacja

2013:
- medal - Mistrzostwa Świata do lat 23 - Polska
- medal - Mistrzostwa Europy do lat 22 - Bułgaria
- medal - Mistrzostwa Polski Seniorów

2014:
- medal - Mistrzostwa Polski Seniorów
- medal - turniej cyklu World Tour Grand Slam - Brazylia

2015:
- medal - Mistrzostwa Polski Seniorów
- medal - turniej cyklu World Tour Major - Norwegia

2016:
- medal Mistrzostwa Polski Seniorów
- medal - turniej cyklu World Tour Grand Slam - Brazylia
- medal - turniej cyklu World Tour Open - Iran
- medal - turniej cyklu World Tour Open - Katar
- medal - turniej cyklu World Tour Major - Rosja

2017:
- medal - turniej cyklu World Tour *** - Iran
- medal - turniej cyklu World Tour **** - Brazylia
- medal - turniej cyklu World Tour ***** - Szwajcaria
- medal - turniej Long Beach Presidents Cap
- medal - Mistrzostwa Polski Seniorów

2018:
- medal - turniej cyklu World Tour **** - Holandia
- medal - turniej cyklu World Tour **** - Brazylia
- medal - turniej cyklu World Tour **** - Czechy
- medal - turniej cyklu World Tour **** - Polska
- medal - Mistrzostwa Polski Seniorów
- medal - turniej cyklu World Tour Final - Niemcy
- medal - turniej cyklu CEV Masters - Czechy